# Fondarella
Fondarella ist eine katalanische Gemeinde (municipio) mit 805 Einwohnern (Stand: 2024) in der Provinz Lleida im Nordosten Spaniens. Sie gehört zur Comarca Pla d’Urgell. 

## Geographische Lage
Fondarella liegt etwa 20 Kilometer östlich von Lleida in einer Höhe von ca. 245 m. Am Nordrand der Gemeinde führt die Autovía A-2 entlang.

## Bevölkerungsentwicklung
| 1900 | 1930 | 1950 | 1970 | 1981 | 1991 | 2001 | 2011 | 2021 |
| ---- | ---- | ---- | ---- | ---- | ---- | ---- | ---- | ---- |
| 387  | 416  | 453  | 521  | 516  | 634  | 682  | 834  | 781  |

## Sehenswürdigkeiten

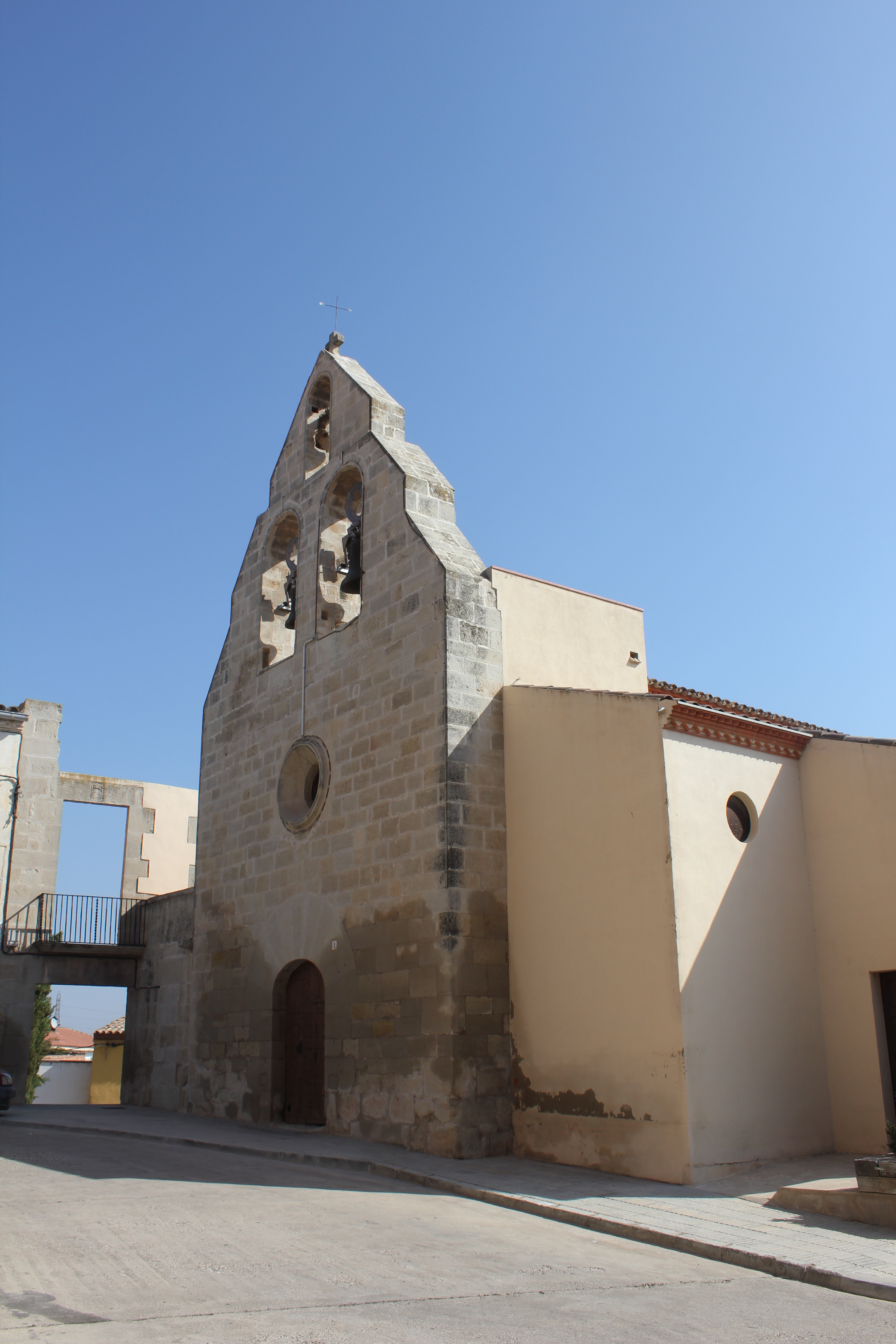
Marienkirche
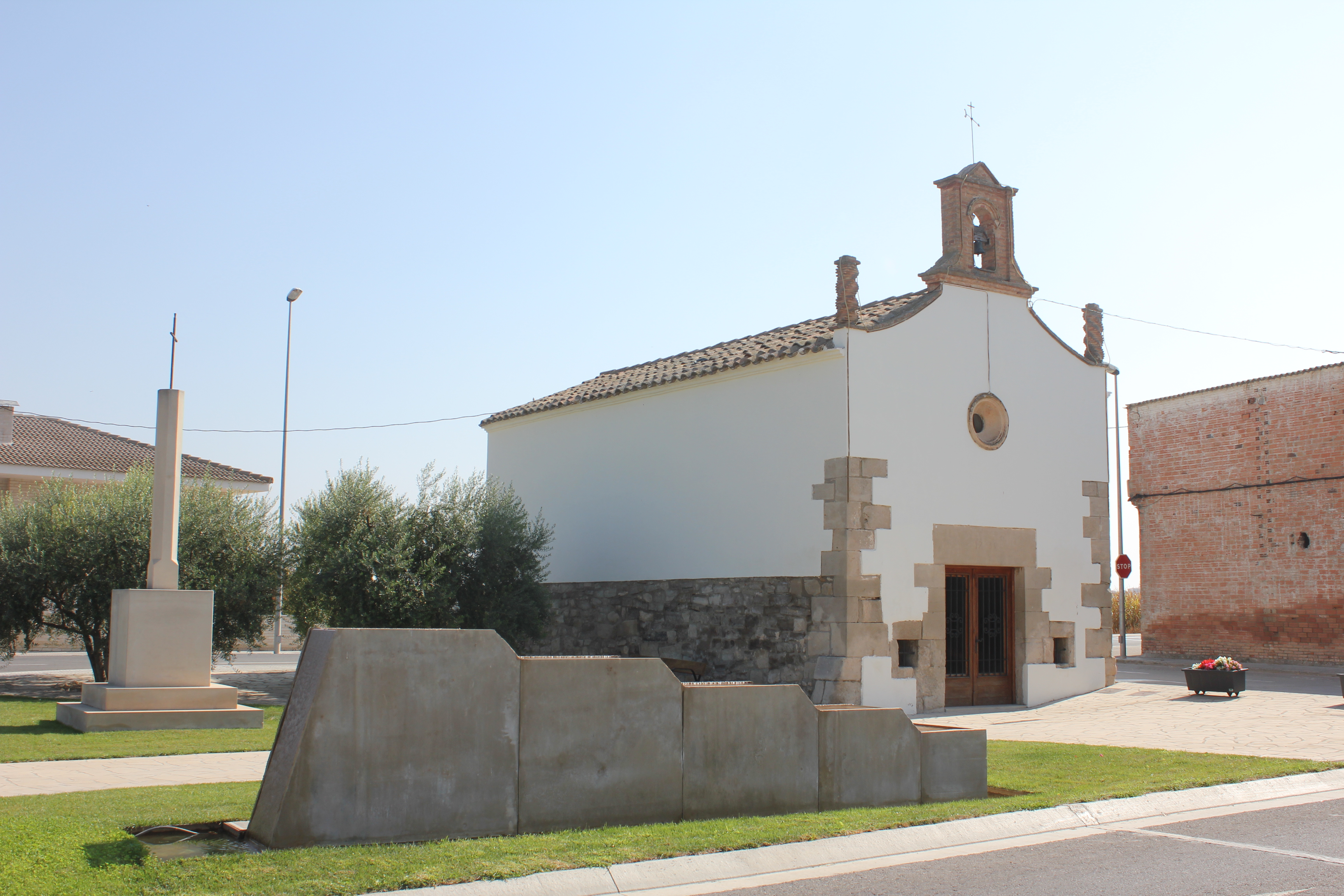
Sebastianuskapelle

- Marienkirche
- Sebastianuskapelle